# Гвалтијери
Гвалтијери (итал. Gualtieri) је насеље у Италији у округу Ређо Емилија, региону Емилија-Ромања.
Према процени из 2011. у насељу је живело 3461 становника. Насеље се налази на надморској висини од 24 м.

## Становништво
| 1951. | 1961. | 1971. | 1981. | 1991. | 2001. | 2011. |
| ----- | ----- | ----- | ----- | ----- | ----- | ----- |
| 6.695 | 6.195 | 6.186 | 6.207 | 6.041 | 6.229 | 6.639 |